# Candy Reynolds
Pour les articles homonymes, voir Reynolds.
Ne pas confondre avec Sandra Reynolds, également joueuse de tennis.
Candy Reynolds (née le 24 mars 1955) est une joueuse de tennis américaine, professionnelle de 1975 à 1989.

## Biographie
Elle a gagné 25 tournois WTA au cours de sa carrière, tous en double, dont Roland Garros en 1983 (avec Rosalyn Fairbank face à la paire Kathy Jordan-Anne Smith).
En simple, sa meilleure performance en Grand Chelem est un quart de finale à l'Open d'Australie en 1980 (défaite contre Mima Jaušovec).

## Palmarès

### Titre en simple dames
Aucun

### Finale en simple dames
| No | Date       | Nom et lieu du tournoi             | Catégorie | Dotation | Surface    | Vainqueure       | Score    |          |
| -- | ---------- | ---------------------------------- | --------- | -------- | ---------- | ---------------- | -------- | -------- |
| 1  | 19-01-1981 | Avon Futures of Montréal, Montréal | Futures   | 30 000 $ | Dur (int.) | Kathleen Horvath | 6-4, 7-6 | Parcours |

### Titres en double dames
| No | Date       | Nom et lieu du tournoi                            | Catégorie   | Dotation  | Surface         | Partenaire          | Finalistes                            | Score         |          |
| -- | ---------- | ------------------------------------------------- | ----------- | --------- | --------------- | ------------------- | ------------------------------------- | ------------- | -------- |
| 1  | 10-09-1979 | Womens Open Greater Pittsburgh Pittsburgh         |             | 35 000 $  | NC              | Sue Barker          | Bunny Bruning Jane Stratton           | 6-3, 6-2      | Parcours |
| 2  | 18-08-1980 | Volvo Women's Cup Mahwah                          |             | 100 000 $ | Dur (ext.)      | Martina Navrátilová | Pam Shriver Betty Stöve               | 4-6, 6-3, 6-1 | Parcours |
| 3  | 29-09-1980 | US Indoors Minneapolis                            |             | 100 000 $ | Moquette (int.) | Ann Kiyomura        | Anne Smith Paula Smith                | 6-3, 4-6, 6-1 | Parcours |
| 4  | 10-11-1980 | Florida Federal Open Tampa                        |             | 125 000 $ | Dur (ext.)      | Rosie Casals        | Anne Smith Paula Smith                | 7-6, 7-5      | Parcours |
| 5  | 04-05-1981 | Italian Open Pérouse                              |             | 100 000 $ | Terre (ext.)    | Paula Smith         | Chris Evert Virginia Ruzici           | 7-5, 6-1      | Parcours |
| 6  | 27-07-1981 | Wells Fargo Open San Diego                        |             | 125 000 $ | Dur (ext.)      | Kathy Jordan        | Rosie Casals Pam Shriver              | 6-1, 2-6, 6-4 | Parcours |
| 7  | 10-05-1982 | Toyota Swiss Open Lugano                          | Series 3    | 100 000 $ | Terre (ext.)    | Paula Smith         | Joanne Russell Virginia Ruzici        | 6-2, 6-4      | Parcours |
| 8  | 16-08-1982 | John Player’s Canadian Open Montréal              | Series 7    | 200 000 $ | Dur (ext.)      | Martina Navrátilová | Barbara Potter Sharon Walsh           | 6-4, 6-4      | Parcours |
| 9  | 06-12-1982 | Central Fidelity Bank International Richmond      | Series 4    | 125 000 $ | Moquette (int.) | Rosie Casals        | Joanne Russell Virginia Ruzici        | 6-3, 6-4      | Parcours |
| 10 | 28-02-1983 | Ginny of Nashville Nashville                      |             | 50 000 $  | Moquette (int.) | Rosalyn Fairbank    | Alycia Moulton Paula Smith            | 6-4, 7-6      | Parcours |
| 11 | 07-03-1983 | Ginny of Pittsburgh Pittsburgh                    |             | NC        | Moquette (int.) | Paula Smith         | Iwona Kuczyńska Trey Lewis            | 6-2, 6-2      | Parcours |
| 12 | 04-04-1983 | Family Circle Cup Hilton Head                     |             | 200 000 $ | Terre (ext.)    | Martina Navrátilová | Andrea Jaeger Paula Smith             | 6-2, 6-3      | Parcours |
| 13 | 11-04-1983 | Lipton WTA Championships Amelia Island            |             | 250 000 $ | Terre (ext.)    | Rosalyn Fairbank    | Hana Mandlíková Virginia Ruzici       | 6-4, 6-2      | Parcours |
| 14 | 23-05-1983 | Roland-Garros Paris                               | G. Chelem   | 350 000 $ | Terre (ext.)    | Rosalyn Fairbank    | Kathy Jordan Anne Smith               | 5-7, 7-5, 6-2 | Parcours |
| 15 | 19-09-1983 | Central Fidelity Bank International Richmond      |             | 150 000 $ | Moquette (int.) | Rosalyn Fairbank    | Kathy Jordan Barbara Potter           | 6-7, 6-2, 6-1 | Parcours |
| 16 | 24-10-1983 | Porsche Grand Prix Stuttgart                      |             | 150 000 $ | Dur (int.)      | Martina Navrátilová | Virginia Ruzici Catherine Tanvier     | 6-2, 6-1      | Parcours |
| 17 | 07-11-1983 | Ginny Championships Honolulu                      |             | 100 000 $ | Moquette (int.) | Rosalyn Fairbank    | Lea Antonoplis Barbara Jordan         | 5-7, 7-5, 6-3 | Parcours |
| 18 | 02-01-1984 | Ginny of Nashville Nashville                      | VS Tour C1+ | 50 000 $  | Dur (int.)      | Sherry Acker        | Mary Lou Piatek Paula Smith           | 5-7, 7-6, 7-6 | Parcours |
| 19 | 14-05-1984 | German Open Berlin                                |             | 150 000 $ | Terre (ext.)    | Anne Hobbs          | Kathleen Horvath Virginia Ruzici      | 6-3, 4-6, 7-6 | Parcours |
| 20 | 08-10-1984 | Japan Open Tokyo                                  |             | 50 000 $  | Dur (ext.)      | Betsy Nagelsen      | Emilse Raponi Adriana Villagrán       | 6-3, 6-2      | Parcours |
| 21 | 22-04-1985 | Virginia Slims of San Diego San Diego             |             | 75 000 $  | Dur (ext.)      | Wendy Turnbull      | Rosalyn Fairbank Susan Leo            | 6-4, 6-0      | Parcours |
| 22 | 10-12-1985 | Nutri-Metics Open Auckland                        |             | 50 000 $  | Gazon (ext.)    | Anne Hobbs          | Lea Antonoplis Adriana Villagrán      | 6-1, 6-3      | Parcours |
| 23 | 20-01-1986 | Virginia Slims of Kansas Wichita                  |             | 75 000 $  | Moquette (int.) | Kathy Jordan        | Joanne Russell Anne Smith             | 6-3, 6-7, 6-3 | Parcours |
| 24 | 03-03-1986 | Virginia Slims of Pennsylvania Hershey            |             | 75 000 $  | Moquette (int.) | Anne Smith          | Sandy Collins Kim Sands               | 7-6, 6-1      | Parcours |
| 25 | 29-09-1986 | Virginia Slims of New Orleans La Nouvelle-Orléans |             | 150 000 $ | Moquette (int.) | Anne Smith          | Svetlana Parkhomenko Larisa Savchenko | 6-3, 3-6, 6-3 | Parcours |
| 26 | 01-08-1988 | Pringles Light Classic Cincinnati                 | Tier III    | 250 000 $ | Dur (ext.)      | Beth Herr           | Lindsay Bartlett Helen Kelesi         | 4-6, 7-6, 6-1 | Parcours |
| 27 | 03-10-1988 | Virginia Slims of New Orleans La Nouvelle-Orléans | Tier III    | 250 000 $ | Dur (ext.)      | Beth Herr           | Lori McNeil Betsy Nagelsen            | 6-4, 6-4      | Parcours |

### Finales en double dames
| No | Date       | Nom et lieu du tournoi                       | Catégorie   | Dotation  | Surface         | Vainqueures                            | Partenaire          | Score         |          |
| -- | ---------- | -------------------------------------------- | ----------- | --------- | --------------- | -------------------------------------- | ------------------- | ------------- | -------- |
| 1  | 25-02-1980 | Avon Futures of Columbus Columbus (OH)       | Futures     | 25 000 $  | Dur (int.)      | Ann Henricksson Felicia Hutnick        | Lindsay Morse       | 7-6, 4-6, 6-4 | Parcours |
| 2  | 03-03-1980 | Avon Futures of Atlanta Atlanta              | Futures     | 25 000 $  | Dur (int.)      | Ilana Kloss Betty-Ann Stuart           | Ann Henricksson     | 7-6, 7-6      | Parcours |
| 3  | 02-04-1980 | Avon Futures Championships Edmond            | Futures     | 50 000 $  | Terre (ext.)    | Marjorie Blackwood Pam Whytcross       | Lindsay Morse       | 7-5, 7-6      | Parcours |
| 4  | 07-04-1980 | Family Circle Cup Hilton Head                |             | 150 000 $ | Terre (ext.)    | Kathy Jordan Anne Smith                | Paula Smith         | 6-2, 6-1      | Parcours |
| 5  | 06-10-1980 | Thunderbird Classic Phoenix                  |             | 100 000 $ | Dur (ext.)      | Pam Shriver Paula Smith                | Ann Kiyomura        | 6-0, 6-4      | Parcours |
| 6  | 13-10-1980 | Maybelline Classic Deerfield Beach           |             | 100 000 $ | Dur (ext.)      | Andrea Jaeger Regina Maršíková         | Martina Navrátilová | 1-6, 6-1, 6-2 | Parcours |
| 7  | 24-11-1980 | Toyota Australian Open Melbourne             | G. Chelem   | 200 000 $ | Gazon (ext.)    | Betsy Nagelsen Martina Navrátilová     | Ann Kiyomura        | 6-4, 6-4      | Parcours |
| 8  | 07-01-1981 | Colgate Series Championships Washington      | Masters     | 250 000 $ | Moquette (int.) | Rosie Casals Wendy Turnbull            | Paula Smith         | 6-3, 4-6, 7-6 | Parcours |
| 9  | 11-05-1981 | Toyota Swiss Open Lugano                     |             | 100 000 $ | Terre (ext.)    | Rosalyn Fairbank Tanya Harford         | Paula Smith         | 2-6, 6-1, 6-4 | Parcours |
| 10 | 25-05-1981 | Roland-Garros Paris                          | G. Chelem   | 300 000 $ | Terre (ext.)    | Rosalyn Fairbank Tanya Harford         | Paula Smith         | 6-1, 6-3      | Parcours |
| 11 | 17-08-1981 | Player’s Canadian Open Toronto               |             | 200 000 $ | Dur (ext.)      | Martina Navrátilová Pam Shriver        | Anne Smith          | 7-6, 7-6      | Parcours |
| 12 | 24-08-1981 | Volvo Tennis Cup Mahwah                      |             | 100 000 $ | Dur (ext.)      | Rosie Casals Wendy Turnbull            | Betty Stöve         | 6-2, 6-1      | Parcours |
| 13 | 21-09-1981 | Toyota Classic Atlanta                       |             | 75 000 $  | Moquette (int.) | Laura duPont Betsy Nagelsen            | Rosie Casals        | 6-4, 7-5      | Parcours |
| 14 | 16-11-1981 | National Panasonic Open Perth                |             | 125 000 $ | Gazon (ext.)    | Barbara Potter Sharon Walsh            | Betsy Nagelsen      | 6-4, 6-2      | Parcours |
| 15 | 18-10-1982 | Porsche Grand Prix Filderstadt               | Series 4    | 150 000 $ | Dur (int.)      | Martina Navrátilová Pam Shriver        | Anne Smith          | 6-2, 6-3      | Parcours |
| 16 | 13-12-1982 | Toyota Series Championships East Rutherford  | Masters     | 300 000 $ | Dur (int.)      | Martina Navrátilová Pam Shriver        | Paula Smith         | 6-4, 7-5      | Parcours |
| 17 | 07-02-1983 | Ginny of Indianapolis Indianapolis           |             | 50 000 $  | Moquette (int.) | Lea Antonoplis Barbara Jordan          | Rosalyn Fairbank    | 5-7, 6-4, 7-5 | Parcours |
| 18 | 15-08-1983 | Player’s Canadian Open Toronto               | VS Tour C4  | 200 000 $ | Dur (ext.)      | Anne Hobbs Andrea Jaeger               | Rosalyn Fairbank    | 6-4, 5-7, 7-5 | Parcours |
| 19 | 22-08-1983 | Virginia Slims of New Jersey Mahwah          |             | 125 000 $ | Dur (ext.)      | Jo Durie Sharon Walsh                  | Rosalyn Fairbank    | 4-6, 7-5, 6-3 | Parcours |
| 20 | 29-08-1983 | US Open Flushing Meadows                     | G. Chelem   | 850 000 $ | Dur (ext.)      | Martina Navrátilová Pam Shriver        | Rosalyn Fairbank    | 6-7, 6-1, 6-3 | Parcours |
| 21 | 16-01-1984 | Ginny of Colorado Denver                     | VS Tour C1+ | 50 000 $  | Dur (int.)      | Anne Hobbs Marcella Mesker             | Sherry Acker        | 6-2, 6-3      | Parcours |
| 22 | 12-03-1984 | Virginia Slims of Florida Palm Beach Gardens | VS Tour C3  | 150 000 $ | Terre (ext.)    | Betsy Nagelsen Anne White              | Rosalyn Fairbank    | 2-6, 6-2, 6-2 | Parcours |
| 23 | 18-02-1985 | Virginia Slims of California Oakland         |             | 150 000 $ | Moquette (int.) | Hana Mandlíková Wendy Turnbull         | Rosalyn Fairbank    | 4-6, 7-5, 6-1 | Parcours |
| 24 | 18-11-1985 | Family Circle New South Wales Sydney         |             | 150 000 $ | Gazon (ext.)    | Hana Mandlíková Wendy Turnbull         | Rosalyn Fairbank    | 3-6, 7-6, 6-4 | Parcours |
| 25 | 27-10-1986 | Virginia Slims of Indianapolis Indianapolis  |             | 75 000 $  | Dur (ext.)      | Zina Garrison Lori McNeil              | Anne Smith          | 4-5, ab.      | Parcours |
| 26 | 30-03-1987 | Wild Dunes Charleston                        |             | 75 000 $  | Terre (ext.)    | Laura Gildemeister Tine Scheuer-Larsen | Mercedes Paz        | 6-4, 6-4      | Parcours |

## Parcours en Grand Chelem

### En simple dames
| Année | Open d'Australie (janvier) | Open d'Australie (janvier) | Internationaux de France | Internationaux de France | Wimbledon       | Wimbledon          | US Open         | US Open          | Open d'Australie (décembre) | Open d'Australie (décembre) |
| ----- | -------------------------- | -------------------------- | ------------------------ | ------------------------ | --------------- | ------------------ | --------------- | ---------------- | --------------------------- | --------------------------- |
| 1975  | -                          | -                          | -                        | -                        | -               | -                  | 1er tour (1/32) | Kazuko Sawamatsu | n/a                         | n/a                         |
| 1977  | -                          | -                          | 1er tour (1/32)          | Donna Ganz               | 2e tour (1/32)  | Mariana Simionescu | 2e tour (1/32)  | Patricia Bostrom | -                           | -                           |
| 1978  | n/a                        | n/a                        | -                        | -                        | 1er tour (1/64) | Hana Strachonova   | 1er tour (1/64) | Pam Shriver      | -                           | -                           |
| 1980  | n/a                        | n/a                        | -                        | -                        | -               | -                  | 4e tour (1/8)   | Ivanna Madruga   | 1/4 de finale               | Mima Jaušovec               |
| 1981  | n/a                        | n/a                        | 4e tour (1/8)            | Mima Jaušovec            | 1er tour (1/64) | Rosalyn Fairbank   | 2e tour (1/32)  | Hana Mandlíková  | 3e tour (1/8)               | Chris Evert                 |
| 1982  | n/a                        | n/a                        | 2e tour (1/32)           | Martina Navrátilová      | 4e tour (1/8)   | Bettina Bunge      | 2e tour (1/32)  | Duk-Hee Lee      | 3e tour (1/8)               | Andrea Jaeger               |
| 1983  | n/a                        | n/a                        | 1er tour (1/64)          | Jo Durie                 | 1er tour (1/64) | Sharon Walsh       | -               | -                | -                           | -                           |
| 1984  | n/a                        | n/a                        | 1er tour (1/64)          | Carling Bassett          | 1er tour (1/64) | Anne Hobbs         | 1er tour (1/64) | Wendy Turnbull   | -                           | -                           |
| 1985  | n/a                        | n/a                        | -                        | -                        | -               | -                  | -               | -                | 1er tour (1/32)             | Betsy Nagelsen              |
| 1986  | n/a                        | n/a                        | 1er tour (1/64)          | Pam Casale               | 2e tour (1/32)  | Dianne Balestrat   | 1er tour (1/64) | Manuela Maleeva  | n/a                         | n/a                         |
| 1988  | 2e tour (1/32)             | Emiko Okagawa              | -                        | -                        | -               | -                  | -               | -                | n/a                         | n/a                         |

À droite du résultat, l’ultime adversaire.

### En double dames
| Année | Open d'Australie (janvier)  | Open d'Australie (janvier) | Internationaux de France    | Internationaux de France  | Wimbledon                     | Wimbledon                 | US Open                      | US Open                    | Open d'Australie (décembre) | Open d'Australie (décembre) |
| ----- | --------------------------- | -------------------------- | --------------------------- | ------------------------- | ----------------------------- | ------------------------- | ---------------------------- | -------------------------- | --------------------------- | --------------------------- |
| 1977  | -                           | -                          | 1/4 de finale Mary Hamm     | C. Sieler R. Giscafré     | 3e tour (1/8) Mary Hamm       | Kerry Reid Greer Stevens  | 1er tour (1/32) S. Tolleson  | C. Matison Pam Whytcross   | -                           | -                           |
| 1978  | n/a                         | n/a                        | -                           | -                         | 3e tour (1/8) Helle Sparre    | Helen Cawley J. Russell   | 2e tour (1/16) B. Jordan     | Ilana Kloss Marise Kruger  | -                           | -                           |
| 1979  | n/a                         | n/a                        | -                           | -                         | -                             | -                         | 2e tour (1/16) Bunny Bruning | Sherry Acker Julie Anthony | -                           | -                           |
| 1980  | n/a                         | n/a                        | 1/4 de finale Paula Smith   | I. Madruga A. Villagrán   | 1/2 finale Paula Smith        | Rosie Casals W. Turnbull  | 1/4 de finale Paula Smith    | Kathy Jordan Anne Smith    | Finale Ann Kiyomura         | B. Nagelsen Navrátilová     |
| 1981  | n/a                         | n/a                        | Finale Paula Smith          | R. Fairbank Tanya Harford | 3e tour (1/8) Paula Smith     | Chris Evert Virginia Wade | 2e tour (1/16) Andrea Jaeger | Henricksson Trey Lewis     | 1er tour (1/16) B. Nagelsen | Chris Newton B. Remilton    |
| 1982  | n/a                         | n/a                        | 1/4 de finale Paula Smith   | K. Horvath Y. Vermaak     | 3e tour (1/8) Paula Smith     | Pat Medrado C. Monteiro   | 1/4 de finale Paula Smith    | Rosie Casals W. Turnbull   | 1/4 de finale Paula Smith   | Navrátilová Pam Shriver     |
| 1983  | n/a                         | n/a                        | Victoire R. Fairbank        | Kathy Jordan Anne Smith   | 3e tour (1/8) R. Fairbank     | S. Cherneva L. Savchenko  | Finale R. Fairbank           | Navrátilová Pam Shriver    | -                           | -                           |
| 1984  | n/a                         | n/a                        | 2e tour (1/16) R. Fairbank  | Kim Sands C. Vanier       | 1/4 de finale R. Fairbank     | B. Potter Sharon Walsh    | 1/4 de finale R. Fairbank    | Navrátilová Pam Shriver    | 1er tour (1/16) R. Fairbank | Navrátilová Pam Shriver     |
| 1985  | n/a                         | n/a                        | -                           | -                         | 1er tour (1/32) L. Antonoplis | C. Monteiro Y. Vermaak    | 3e tour (1/8) Paula Smith    | Navrátilová Pam Shriver    | 2e tour (1/8) R. Fairbank   | Jo Durie Anne Hobbs         |
| 1986  | n/a                         | n/a                        | 2e tour (1/16) B. Nagelsen  | K. Horvath R. Maršíková   | 3e tour (1/8) Anne Smith      | J. Mundel Van Nostrand    | 3e tour (1/8) Anne Smith     | Kohde-Kilsch Helena Suková | n/a                         | n/a                         |
| 1987  | -                           | -                          | -                           | -                         | 3e tour (1/8) Anne Hobbs      | S. Cherneva L. Savchenko  | 1er tour (1/32) Hetherington | Neige Dias A. Villagrán    | n/a                         | n/a                         |
| 1988  | 1er tour (1/32) R. Fairbank | M. Bollegraf Sandy Collins | 1er tour (1/32) Paula Smith | M. Jaggard Helen Kelesi   | 2e tour (1/16) Paula Smith    | C. Lindqvist Tine Scheuer | 1er tour (1/32) Paula Smith  | Beverly Bowes M. Werdel    | n/a                         | n/a                         |
| 1989  | -                           | -                          | 3e tour (1/8) Beth Herr     | B. Schultz A. Temesvári   | 2e tour (1/16) Beth Herr      | Elise Burgin R. Fairbank  | 1er tour (1/32) Beth Herr    | C. Caverzasio N. Herreman  | n/a                         | n/a                         |

Sous le résultat, la partenaire ; à droite, l’ultime équipe adverse.

### En double mixte
| Année | Open d'Australie (janvier), | Open d'Australie (janvier), | Internationaux de France      | Internationaux de France    | Wimbledon                    | Wimbledon                   | US Open                       | US Open                   | Open d'Australie (décembre), | Open d'Australie (décembre), |
| ----- | --------------------------- | --------------------------- | ----------------------------- | --------------------------- | ---------------------------- | --------------------------- | ----------------------------- | ------------------------- | ---------------------------- | ---------------------------- |
| 1980  | n/a                         | n/a                         | -                             | -                           | -                            | -                           | 1/2 finale Steve Denton       | W. Turnbull Marty Riessen | n/a                          | n/a                          |
| 1981  | n/a                         | n/a                         | 1er tour (1/16) Tracy Delatte | Anne White R. Van't Hof     | -                            | -                           | -                             | -                         | n/a                          | n/a                          |
| 1982  | n/a                         | n/a                         | 1/4 de finale Tracy Delatte   | W. Turnbull John Lloyd      | -                            | -                           | 1/2 finale S. Stewart         | B. Potter Ferdi Taygan    | n/a                          | n/a                          |
| 1983  | n/a                         | n/a                         | 2e tour (1/16) M. De Palmer   | Leslie Allen Charles Buzz   | 1er tour (1/32) M. De Palmer | B. Randall Jeremy Dier      | -                             | -                         | n/a                          | n/a                          |
| 1984  | n/a                         | n/a                         | 3e tour (1/8) M. Fancutt      | Anne Smith Dick Stockton    | 2e tour (1/16) M. Fancutt    | W. Turnbull John Lloyd      | 1/4 de finale M. Fancutt      | B. Potter Ferdi Taygan    | n/a                          | n/a                          |
| 1985  | n/a                         | n/a                         | -                             | -                           | 1er tour (1/32) M. Fancutt   | R. Fairbank C. Dowdeswell   | 1er tour (1/16) Tracy Delatte | K. Horvath Leif Shiras    | n/a                          | n/a                          |
| 1986  | n/a                         | n/a                         | -                             | -                           | 2e tour (1/16) C. Fancutt    | R. Fairbank van Rensburg    | -                             | -                         | n/a                          | n/a                          |
| 1987  | -                           | -                           | -                             | -                           | 1er tour (1/32) Rill Baxter  | Patty Fendick Andy Kohlberg | -                             | -                         | n/a                          | n/a                          |
| 1988  | 1er tour (1/16) Chip Hooper | Nicole Provis Darren Cahill | 2e tour (1/16) B. Dyke        | Nicole Provis Darren Cahill | 1er tour (1/32) Nduka Odizor | Lori McNeil M. Freeman      | 1er tour (1/16) Marty Davis   | M. McGrath Scott Davis    | n/a                          | n/a                          |
| 1989  | -                           | -                           | 2e tour (1/16) Brad Pearce    | J. Thompson Peter Doohan    | 2e tour (1/16) Brad Pearce   | G. Fernández P. McEnroe     | 1er tour (1/16) Steve DeVries | Anne Smith Ken Flach      | n/a                          | n/a                          |

Sous le résultat, le partenaire ; à droite, l’ultime équipe adverse.

## Parcours aux Masters

### En double dames
| # | Date       | Nom de l'édition                            | ($)     | Surface         | Résultat   | Partenaire       | Ultimes adversaires             | Score         |          |
| - | ---------- | ------------------------------------------- | ------- | --------------- | ---------- | ---------------- | ------------------------------- | ------------- | -------- |
| 1 | 07/01/1981 | Colgate Series Championships Washington     | 250 000 | Moquette (int.) | Finale     | Paula Smith      | Rosie Casals Wendy Turnbull     | 6-3, 4-6, 7-6 | Parcours |
| 2 | 13/12/1982 | Toyota Series Championships East Rutherford | 300 000 | Dur (int.)      | Finale     | Paula Smith      | Martina Navrátilová Pam Shriver | 6-4, 7-5      | Parcours |
| 3 | 21/03/1983 | Virginia Slims Championships New York       | 350 000 | Moquette (int.) | 1/2 finale | Billie Jean King | Martina Navrátilová Pam Shriver | 6-2, 6-4      | Parcours |
| 4 | 27/02/1984 | Virginia Slims Championships New York       | 500 000 | Moquette (int.) | 1/2 finale | Rosalyn Fairbank | Martina Navrátilová Pam Shriver | 6-4, 6-2      | Parcours |
| 5 | 18/03/1985 | Virginia Slims Championships New York       | 500 000 | Moquette (int.) | 1/2 finale | Rosalyn Fairbank | Martina Navrátilová Pam Shriver | 6-0, 6-3      | Parcours |

## Parcours en Coupe de la Fédération
| #                                                                         | Date       | Lieu   | Surface      | Gagnante(s)                | Perdante(s)                  | Score           |          |
|                                                                           |            |        |              |                            |                              |                 |          |
| 1983 - 1er tour (groupe mondial) - États-Unis - Norvège - 3 : 0           |            |        |              |                            |                              |                 |          |
| 1                                                                         | 18/07/1983 | Zurich | Terre (ext.) | Candy Reynolds             | Astrid Sunde                 | 6-4, 6-2        | Parcours |
| 1                                                                         | 18/07/1983 | Zurich | Terre (ext.) | Candy Reynolds Paula Smith | Ellen Grindvold Astrid Sunde | 6-3, 6-2        | Parcours |
|                                                                           |            |        |              |                            |                              |                 |          |
| 1983 - 2e tour (groupe mondial) - États-Unis - Suède - 3 : 0              |            |        |              |                            |                              |                 |          |
| 2                                                                         | 18/07/1983 | Zurich | Terre (ext.) | Candy Reynolds             | Catarina Lindqvist           | 6-3, 3-6, 6-1   | Parcours |
| 2                                                                         | 18/07/1983 | Zurich | Terre (ext.) | Candy Reynolds Paula Smith | Catrin Jexell Helena Olsson  | 6-1, 6-2        | Parcours |
|                                                                           |            |        |              |                            |                              |                 |          |
| 1983 - 1/4 de finale (groupe mondial) - États-Unis - Yougoslavie - 2 : 1  |            |        |              |                            |                              |                 |          |
| 3                                                                         | 18/07/1983 | Zurich | Terre (ext.) | Sabrina Goleš              | Candy Reynolds               | 7-5, 3-6, 12-10 | Parcours |
| 3                                                                         | 18/07/1983 | Zurich | Terre (ext.) | Candy Reynolds Paula Smith | Sabrina Goleš Renata Sasak   | 6-3, 6-4        | Parcours |
|                                                                           |            |        |              |                            |                              |                 |          |
| 1983 - 1/2 finale (groupe mondial) - États-Unis - Tchécoslovaquie - 0 : 2 |            |        |              |                            |                              |                 |          |
| 4                                                                         | 18/07/1983 | Zurich | Terre (ext.) | Helena Suková              | Candy Reynolds               | 6-7, 6-2, 6-2   | Parcours |

## Classements WTA en fin de saison

### En simple
| Année | 1983 | 1986 | 1987 | 1988 | 1989 |
| Rang  | 64   | 127  | 178  | 250  | 529  |

Source : (en) « Classements de Candy Reynolds », sur le site officiel du WTA Tour